# Robina
 (août 2025).
 (août 2025).
Robina est une localité australienne formant un nouveau quartier de la ville de Gold Coast, dans l'État du Queensland. Lors du recensement de 2021, sa population s'élevait à 25 659 habitants.
Robina est l'une des premières villes nouvelles d'Australie. Au moment de sa création, c'était la plus grande ville de ce type du pays.

## Géographie
La localité compte de nombreux lieux d’intérêt, notamment le centre commercial Robina Town Centre, l'université Bond, le stade Robina et la bibliothèque Robina Branch.

## Histoire
En 1980, deux promoteurs immobiliers, le singapourien Robin Loh et l'australien Arthur Earle ont fait l'acquisition d'un espace de 20 km² situé au sud de la ville de  Gold Coast et à l'ouest de Broadbeach. C'est sur ces terrains, utilisés alors comme pâturages, que va se développer la localité de Robina.
le Dr Loh a créé la Robina Land Corporation et a fait appel aux urbanistes internationaux Moshe Safdie et Robert Lamb Hart pour faire de Robina un espace résidentiel et commercial abritant aujourd'hui plus de 30 000 personnes et offrant un emploi à 20 000 personnes. Robina est considérée comme l'une des villes nouvelles les mieux réussies d'Australie. C'est une des ville de banlieues ayant la croissance la plus rapide de la Gold Coast. Au cours de la décennie 2001-2011, la croissance démographique de Robina s'est élevée à 4,8 % par an.
Le nom Robina a été officiellement publié au Journal officiel le 11 mai 1985. Il a étéformé par l'association de « Robin » (le prénom de Loh) et de « a » (pour Arthur Earle).
L'école publique de Robina a ouvert ses portes le 29 janvier 1990.
Dans le premier projet, Kerrydale devait former une banlieue distincte, séparée de Robina par un terrain de golf, un hôtel, des habitation et un espace public. Le projet de Kerrydale a été adopté le 20 février 1989 et apparaît sur les cartes de cette époque. Toutefois, la décision de 1992 du gouvernement local a décidé que de Kerrydale serait fusionné avec Robina. Le 19 mai 1995 Robina et Kerrydale on été fusionées.
Le lycée d'État de Robina a ouvert ses portes le 29 janvier 1996 . 
La bibliothèque Robina a été inaugurée en 2000 et a fait l'objet d'une rénovation majeure en 2013 .

## Démographie
Lors du recensement de 2016, Robina comptait 23 106 habitants. 59,8 % de ses habitants venaient d'Australie et les autres pays d'origine les plus courantes étaient la Nouvelle-Zélande (8,1 %), l’Angleterre (6,2 %), la Chine (2,7 %), l’Afrique du Sud (2,0 %) et le Japon (1,4 %). 78,0 % des habitant ne parlaient que l’anglais à la maison. Les autres langues parlées à la maison étaient le mandarin (3,3 %), le japonais (1,9 %), le cantonais (1,4 %), le coréen (0,8 %) et l'espagnol (0,6 %). Au sujet de la religion, les personnes on déclaré n'avoir « Aucune religion » à 31,6 %, « Catholique » 21,3 % et « Anglicane » 15,2 %. 
Lors du recensement de 2021 , Robina comptait 25 659 habitants.

## Transports
Trois artères principales traversent Robina pour la relier aux autres parties de la Gold Coast. L'autoroute du Pacifique (M1) fait la liaison avec les banlieues nord de la Gold Coast ainsi qu'avec la ville de Brisbane. La M1 se dirige également vers le sud, passe par l'aéroport de Gold Coast et se dirige ensuite vers la Nouvelle-Galles du Sud. Robina Parkway est la deuxième artère majeure de la localité. Elle part de l'échangeur 82 de la M1 (Robina Parkway/Somerset Drive) et se dirige vers le nord en traversant Cheltenham Drive, Markeri St, Boowaggan Road et relie Robina à Nerang-Broadbeach Road. Enfin, Bermuda Street relie au nord Robina à Bundall Road et Burleigh  au sud avec des échangeurs à Cottesloe Drive et Markeri St.

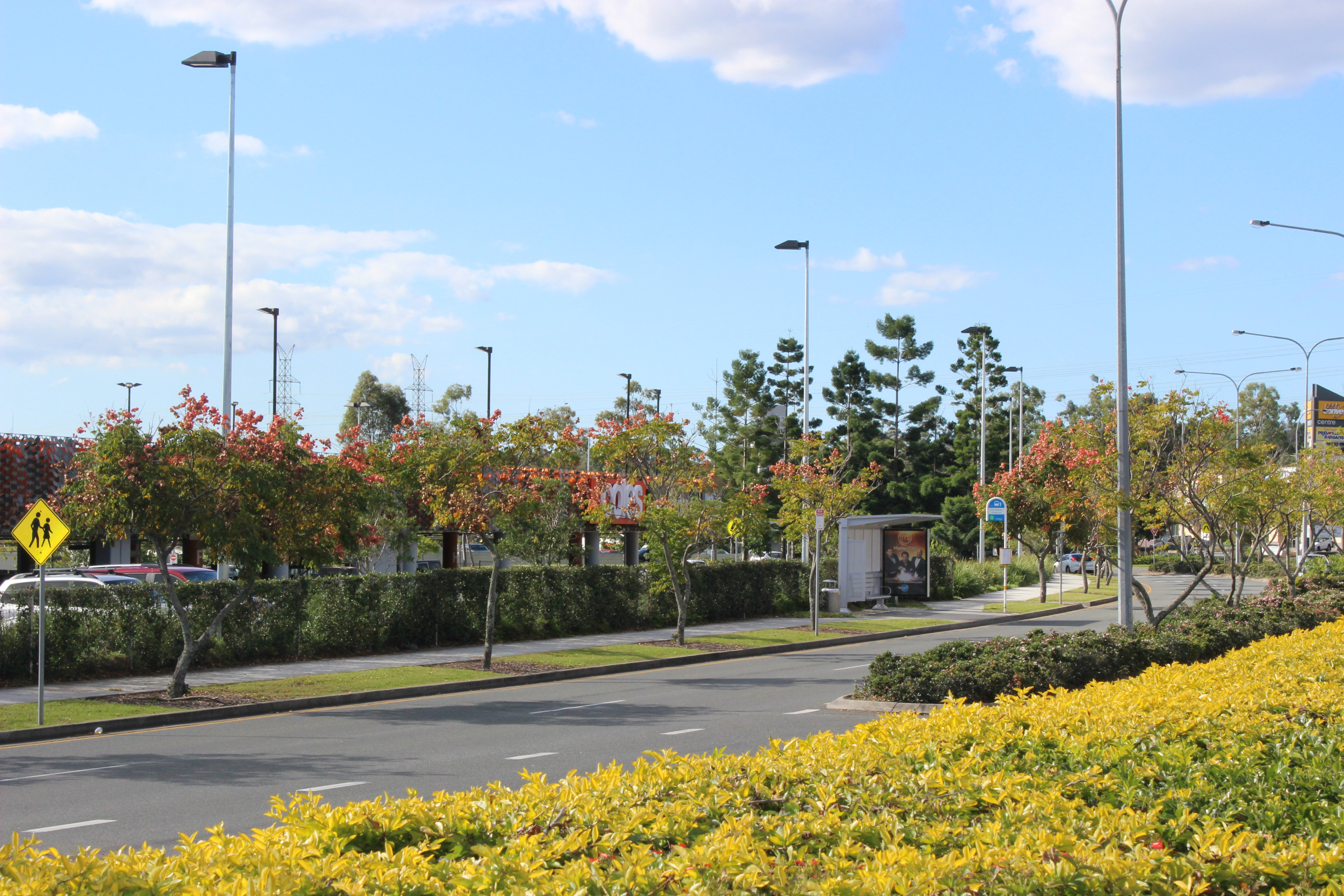
Robina en 2015

Robina dispose de deux gares routières importantes. L'une est située à la gare ferroviaire de Robina et l'autre dans le centre-ville de Robina. Les bus circulent à intervalles cadencés et à haute fréquence ; ils desservent la banlieue de Robina ainsi que les banlieues voisines jusqu'à Tweed Heads et à Southport.
En 2012, le conseil municipal de Gold Coast a publié un projet de transport à l’horizon 2031. Il décrit les futures extensions du système de transport rapide de Gold Coast. Dans le cadre de cette stratégie, le Conseil a proposé une ligne reliant Robina à Nobby Beach. Un service de bus rapide entre Robina, Coolangatta et Paradise Point devait être mis en service en 2014..
En janvier 2021, l'Arcadia College a déménagé de Varsity Lakes à Robina,.

## Éducation

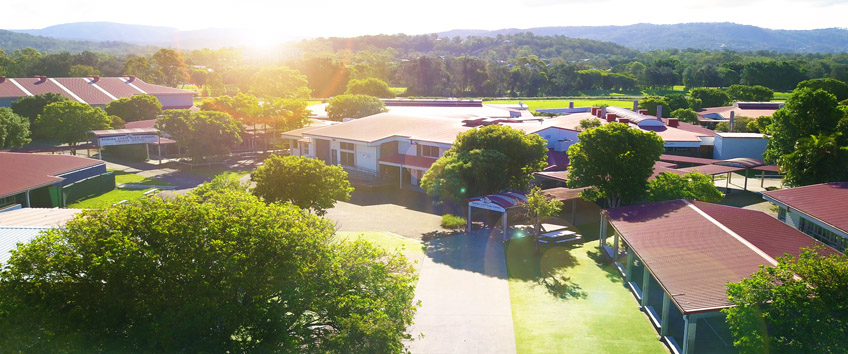
Lycée d'État de Robina en 2022

La Robina State School est une école primaire publique (préparatoire à la 6e année) pour garçons et filles située à Killarney Avenue. En 2017, l'école comptait 802 élèves et 58 enseignants (51 équivalents temps plein) et 31 personnels non enseignants (20 équivalents temps plein). Elle propose également un cycle d'éducation spécialisée.
Robina State High School est une école secondaire publique (de 7à 12 ans) pour garçons et filles située à Investigator Drive. En 2017, l'école comptait 1412 élèves inscrits avec 115 enseignants (107 équivalents temps plein) et 48 personnels non enseignants (35 équivalents temps plein). Elle propose un programme d'éducation spécialisée.
L'Arcadia College est une école secondaire privée (de 7 à 12 ans) pour garçons et filles située au 12 Centreline Place . En 2018, l'école comptait 188 élèves inscrits avec 20 enseignants (19 équivalents temps plein) et 9 personnels non enseignants (7 équivalents temps plein).[1][2]
L'Australian Industry Trade College est une école secondaire privée (10 à 12 ans) pour garçons et filles située au 281 Scottsdale Drive. En 2017, l'école comptait 332 élèves inscrits avec 21 enseignants et 26 personnels non enseignants (25 équivalents temps plein).
L'Université Bond a son campus principal à Robina.

## Services de santé
La localité abrite l'un des deux hôpitaux publics de Gold Coast. L'hôpital de Robina était à l'origine un hôpital privé et a été acheté par Queensland Health en 2002. Un service d'urgence a été créé en 2007 et une extension a ouvert en 2011 ce qui a fait passer la capacité de l'hôpital à 364 lits. C'est maintenant le sixième plus grand hôpital du Queensland. La nouvelle extension accueille les installations d’enseignement clinique pour l’Université Bond.
Le Robina Health Precinct, ouvert en 2012, est situé sur un site voisin de l'hôpital Robina Il abrite des services communautaires et de soins subaigus. Le développement continu des services de santé à Robina a permis la création véritable d'un pôle de santé, avec le Robina Health Precinct, l'hôpital Robina et des services de santé communautaires supplémentaires situés dans le bâtiment Campus Alpha. tous sont situés dans un rayon de 350 mètres.
En novembre 2016, Healthe Care Australia a ouvert le Robina Private Hospital pour un coût de 24,6 millions de dollars. Situé sur Bayberry Lane, à côté de l'hôpital public Robina, Il offre des soins de santé mentale et la psychiatrie. Stage One se présente comme un hôpital de 90 lits qui s'élève sur trois niveaux avec des salles de thérapie de groupe et des services de consultation. Il offre des services privés de santé mentale et de médecine générale aux patients hospitalisés, aux patients de jour et aux patients externes. Le plan directeur du site prévoit les futures phases de développement avec 54 lits supplémentaires ainsi que des services chirurgicaux, notamment des blocs opératoires et de l'imagerie.

## Équipements sportifs
Le centre-ville de Robina abrite le stade Robina, qui a été achevé début 2008. Ce stade de forme rectangulaire a une capacité de plus de 27 000 places assises. Il répond aux exigences des ligues de rugby, de football et de rugby à XV. Le stade héberge l'équipe Gold Coast Titans NRL depuis 2008 et l'équipe Queensland Country NRC depuis 2014. , De 2009 à 2012 ce fut également le point de base de l'équipe de football Gold Coast United, aujourd'hui disparue.
En 2011, l'Union australienne de rugby a annoncé que l'étape australienne des IRB Sevens World Series se déroulerait au stade Robina pendant au moins les quatre prochaines années et le tournoi a été rebaptisé Gold Coast Sevens. Le tournoi de rugby à sept des Jeux du Commonwealth de 2018 s'est déroulée dans ce stade Robina.
Le stade jouxte la gare de Robina qui permet un accès à d'autres zones de la Gold Coast et à Brisbane. Robina abrite aussi deux clubs de football australien amateur, les Robina Roos et les Bond University Bullsharks. Les deux clubs partagent un terrain à domicile sur Scottsdale Drive et participent respectivement à la division 2 de la SEQAFL et à la division 4 de la SEQAFL.
Le Glades Golf Club est un parcours de golf par 72 conçu par Greg Norman.

## Autres équipements
Situé sur San Antonio Drive, le Gold Coast Techspace est un espace de partage et de création ainsi qu'un lieu éducatif axé sur l'électronique, la programmation informatique et l'impression 3D,.